# Glock (entreprise)
Pour les articles homonymes, voir Glock (homonymie).
Glock est une entreprise autrichienne d'armement fondée en 1963 et située à Deutsch-Wagram à 15 km de Vienne. Elle emploie 1 325 personnes en 2016.

## Historique
Le nom de l'entreprise vient de son fondateur Gaston Glock, un ingénieur autrichien qui en était le PDG jusqu'à sa mort en 2023. Elle est principalement connue pour ses pistolets Glock dont la carcasse est à base de polymères. Elle fabrique également des équipements tels que des couteaux et des pelles.

Glock 19X

## Production
Les pistolets Glock sont réputés pour leur fiabilité, due à l'utilisation de polymères peu sensibles à la corrosion et à un mécanisme relativement simple. Le faible recul et l'ergonomie font du Glock une arme confortable lors du tir, d'où son utilisation par la plupart des tireurs débutants.
L'utilisation de polymères résistants et très légers permet de produire une arme pratique à dissimuler. Ces matériaux non métalliques ont été à l'origine d'une controverse sur les armes produites par Glock, dont on dit qu'elles seraient indétectables, négligeant le fait que de nombreuses pièces restent en métal (notamment la culasse, le canon, le ressort du chargeur et les munitions...) et qu'un opérateur de sécurité correctement formé repérera l'arme sans difficulté.

### Liste des différents pistolets Glock

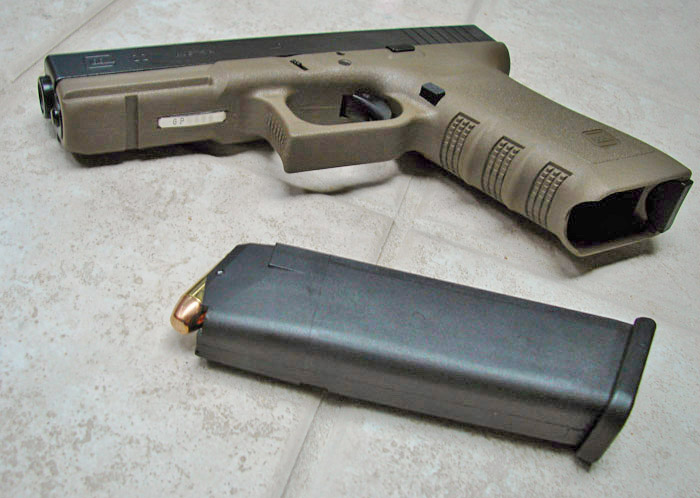
Glock modèle 22 (.40 S&W) avec un chargeur.

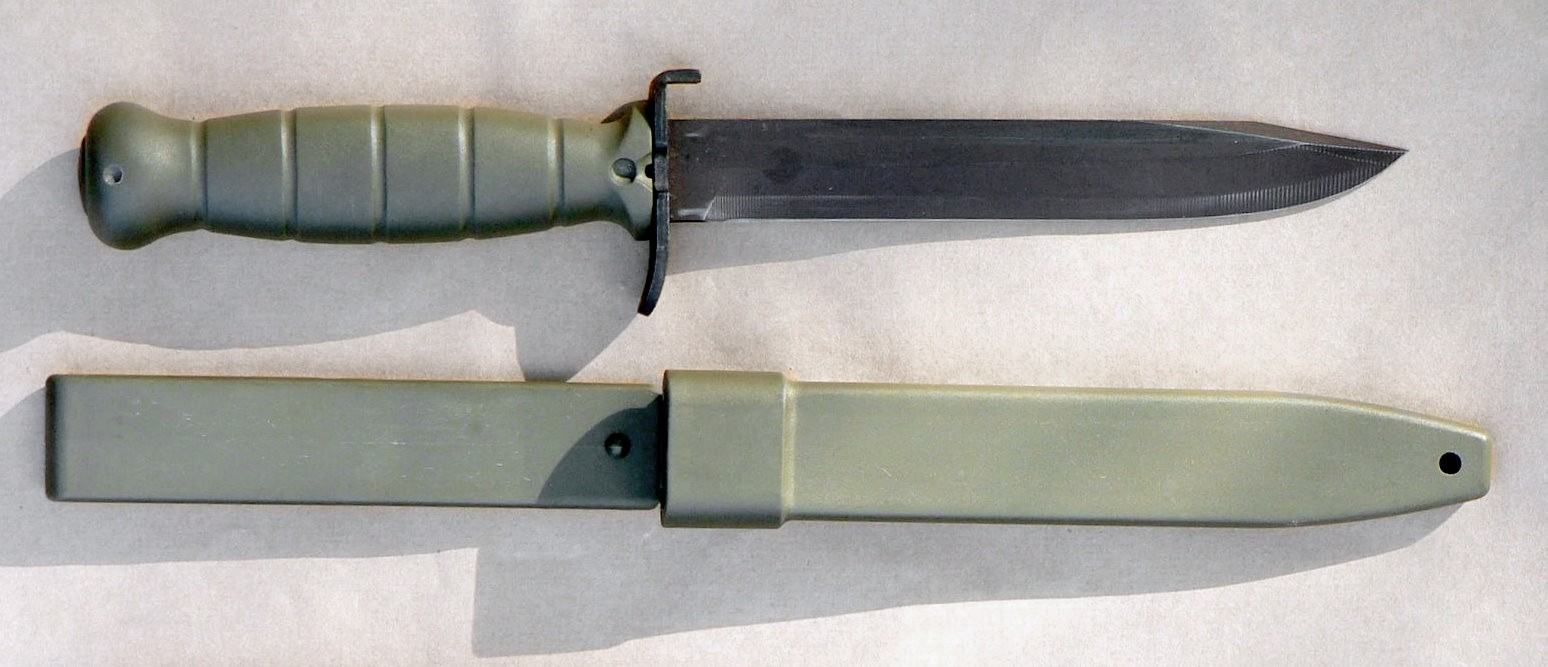
Glock Feldmesser FM 78 et son fourreau.

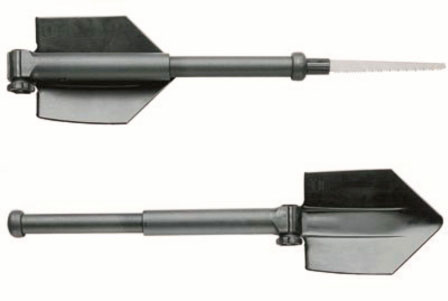
Pelle Glock Feldspaten.

| Modèle | Calibre         | Longueur totale (mm / pouce) | Longueur du canon (mm / pouce) | Capacité (nombre de cartouches) | Masse (g) |
| ------ | --------------- | ---------------------------- | ------------------------------ | ------------------------------- | --------- |
| 17     | 9 mm Parabellum | 186 / 7,32                   | 114 / 4,49                     | 10, 17, 19, 31, 33              | 703       |
| 17C    | 9 mm Parabellum | 186 / 7,32                   | 114 / 4,49                     | 10, 17, 19, 31, 33              | 698       |
| 17L    | 9 mm Parabellum | 225 / 8,86                   | 153 / 6,02                     | 10, 17, 19, 31, 33              | 748       |
| 18     | 9 mm Parabellum | 185 / 7,28                   | 114 / 4,49                     | 10, 17, 19, 31, 33              | 702       |
| 18C    | 9 mm Parabellum | 185 / 7,28                   | 114 / 4,49                     | 10, 17, 19, 31, 33              | 667       |
| 19     | 9 mm Parabellum | 174 / 6,85                   | 102 / 4,01                     | 10, 15, 17, 19, 31, 33          | 665       |
| 19C    | 9 mm Parabellum | 174 / 6,85                   | 102 / 4,01                     | 10, 15, 17, 19, 31, 33          | 656       |
| 20     | 10 mm           | 193 / 7,60                   | 117 / 4,61                     | 10, 15                          | 860       |
| 20C    | 10 mm           | 193 / 7,60                   | 117 / 4,61                     | 10, 15                          | 850       |
| 21     | .45 ACP         | 193 / 7,60                   | 117 / 4,61                     | 10, 13                          | 833       |
| 21C    | .45 ACP         | 193 / 7,60                   | 117 / 4,61                     | 10, 13                          | 823       |
| 22     | .40 S&W         | 186 / 7,32                   | 114 / 4,49                     | 10, 15                          | 728       |
| 22C    | .40 S&W         | 186 / 7,32                   | 114 / 4,49                     | 10, 15                          | 717       |
| 23     | .40 S&W         | 174 / 6,85                   | 102 / 4,01                     | 10, 13                          | 670       |
| 23C    | .40 S&W         | 174 / 6,85                   | 102 / 4,01                     | 10, 13                          | 663       |
| 24     | .40 S&W         | 225 / 8,86                   | 153 / 6,02                     | 10, 15                          | 835       |
| 24C    | .40 S&W         | 225 / 8,86                   | 153 / 6,02                     | 10, 15                          | 835       |
| 25     | .380 ACP        | 174 / 6,85                   | 102 / 4,01                     | 15                              | 638       |
| 26     | 9 mm Parabellum | 160 / 6,30                   | 88 / 3,46                      | 10, 12, 14                      | 616       |
| 27     | .40 S&W         | 160 / 6,30                   | 88 / 3,46                      | 9                               | 620       |
| 28     | .380 ACP        | 160 / 6,30                   | 88 / 3,46                      | 10                              | 585       |
| 29     | 10 mm           | 172 / 6,77                   | 96 / 3,78                      | 10                              | 768       |
| 30     | .45 ACP         | 172 / 6,77                   | 96 / 3,78                      | 10                              | 751       |
| 30S    | .45 ACP         | 177 / 6.96                   | 96 / 3.77                      | 10                              | 650       |
| 31     | .357 SIG        | 186 / 7,32                   | 114 / 4,49                     | 15                              | 738       |
| 31C    | .357 SIG        | 186 / 7,32                   | 114 / 4,49                     | 15                              | 733       |
| 32     | .357 SIG        | 174 / 6,85                   | 102 / 4,01                     | 13                              | 680       |
| 32C    | .357 SIG        | 174 / 6,85                   | 102 / 4,01                     | 13                              | 675       |
| 33     | .357 SIG        | 160 / 6,30                   | 88 / 3,46                      | 10                              | 620       |
| 34     | 9 mm Parabellum | 207 / 8,15                   | 135 / 5,31                     | 10, 17, 19, 31, 33              | 728       |
| 35     | .40 S&W         | 207 / 8,15                   | 135 / 5,31                     | 10, 15                          | 773       |
| 36     | .45 ACP         | 172 / 6,77                   | 96 / 3,78                      | 6                               | 638       |
| 37     | .45 GAP         | 189 / 7,44                   | 116 / 4,56                     | 10                              | 735       |
| 38     | .45 GAP         | 174 / 6,85                   | 102 / 4,01                     | 8, 10                           | 685       |
| 39     | .45 GAP         | 160 / 6,30                   | 88 / 3,46                      | 6, 8, 10                        | 548       |
| 40     | 10 mm           | 153 / 6,02                   |                                | 15                              | 920       |
| 41     | .45 ACP         | 225 / 8,85                   | 135 / 5,3                      | 13                              | 765       |
| 42     | .380 Auto       | 150 / 5,9                    | 82,5 / 3,24                    | 6                               | 390       |
| 43     | 9 mm Parabellum | 159 / 6,26                   | 86 / 3,38                      | 6                               | 509       |
| 44     | .22 Long Rifle  | 185 / 7,28                   | 102 / 4,02                     | 10                              | 415       |
| 48     | 9 mm Parabellum | 174 /6,85                    | 106 / 4,17                     | 10                              | 712       |

## Filiales
- Glock America N.V. (Venezuela) : ouverte en 1990 pour couvrir l'Amérique latine
- Glock France S.A.
- Glock, Inc. (États-Unis)
- Glock (H.K.) Ltd. (Hong Kong)